# Cupanoscelis heteroclita
Cupanoscelis heteroclita är en skalbaggsart som beskrevs av Pierre Émile Gounelle 1909. Cupanoscelis heteroclita ingår i släktet Cupanoscelis och familjen långhorningar.
Artens utbredningsområde är Paraguay. Inga underarter finns listade i Catalogue of Life.